# LXX Korpus Armijny (III Rzesza)
LXX Korpus Armijny (niem. LXX. Armeekorps) – jeden z niemieckich korpusów armijnych, przez całą wojnę stacjonował w okupowanej Norwegii.  
Utworzony 4 maja 1941 roku w Norwegii jako LXX Dowództwo Korpusu. W dniu 25 stycznia 1943 roku został przemianowany na LXX Korpus Armijny. Przez całą wojnę aż do kapitulacji w 1945 roku stacjonował w Oslo w okupowanej Norwegii. 

## Dowódcy korpusu
- gen. Valentin Feuerstein (do czerwca 1943)
- gen. Hermann Tittel (od 22.06.1943 - do kapitulacji)[2]

## Struktura organizacyjna
Skład w marcu 1943 roku
- 214 Dywizja Piechoty
- 269 Dywizja Piechoty
- 280 Dywizja Piechoty
- 710 Dywizja Piechoty

Skład w marcu 1944 roku
- 269 Dywizja Piechoty
- 274 Dywizja Piechoty
- 280 Dywizja Piechoty
- 710 Dywizja Piechoty

Skład w marcu 1945 roku
- 169 Dywizja Piechoty
- 274 Dywizja Piechoty
- 280 Dywizja Piechoty